# Газозбірна система ГПЗ Гавія
Газозбірна система ГПЗ Гавія – система трубопроводів, яка подає природний газ на майданчик саудійського газопереробного заводу Гавія.
В 2001 році почав роботу газопереробний завод Гавія, який передусім працює із продукцією газових родовищ Гавія та Гарад, що розташовані під однойменними блоками найбільшого в світі нафтового родовища Гавар. Подачу ресурсу первісно організували через два газозбірні маніфольди:
- Гавія, від якого до ГПЗ прокладено чотири перемички довжиною по 18 км та діаметром по 600 мм – HAJFTL-1 (Hawiyah Jauf Trunkline-1) та HAJFTL-2, що транспортують ресурс із низьким вмістом сірководню походженням з формації Джавф і HAKHTL-1 (Hawiyah Khuff Trunkline-1) та HAKHTL-2, які призначені для газу із значним вмістом сірководню з формації Хуфф;
- Гарад-Північ, що приймає частину отриманої з формації Хуфф продукції родовища Гарад (інша частина продукції цього родовища надходить через маніфольд Гарад-Південь до газопереробного заводу Гарад). Її подальша видача до ГПЗ Гавія організована по трьом перемичкам довжиною по 44 км з діаметрами по 750 мм – HDKHTL-1 (Haradh Khuff Trunkline-1), HDKHTL-2 та HDKHTL-2.
В 2023-му очікується введення нової черги ГПЗ Гавія. В межах цього проекту сюди по двом трубопроводам діаметром 900 мм повинні спрямувати продукцію з розташованого за понад сто двадцять кілометрів маніфольду родовища Мідріках-Нуджайман
Можливо також відзначити, що до ГПЗ Гавія під'єднане нафтове родовище Гермаллія (Hermalliyah), до якого, в свою чергу, наприкінці 2010-х підключили дослідну установку, споруджену на родовищі сланцевого газу Джафура.